# Fodina chrysomera
Fodina chrysomera là một loài bướm đêm trong họ Noctuidae.